# Cicindela denverensis
Cicindela denverensis este o specie de insecte coleoptere descrisă de Thomas Casey în anul 1897. Cicindela denverensis face parte din genul Cicindela, familia Carabidae. Această specie nu are alte subspecii cunoscute.